# Crítica de la traducció
La crítica de la traducció és l'estudi sistemàtic, avaluació i interpretació de diferents aspectes de les obres traduïdes. És un camp acadèmic interdisciplinàri estretament relacionat amb la crítica literària i la teoria de la traducció. La finalitat de la crítica de la traducció és millorar la qualitat de la traducció, ajudar els editorials a publicar bones traduccions, aportar idees i criteris nous per a la pràctica i la didàctica de la traducció, evitar la manipulació no desitjada del text de sortida i donar als crítics fonaments per realitzar futures crítiques de la traducció. La crítica de la traducció avalua la qualitat de les traduccions literàries des d'una òptica molt diferent als enfocaments d'estàndards de qualitat de la traducció, més orientats a traduccions de textos comercials, tècnics i administratius.

## Orientació
Alguns creuen que la crítica de la traducció s'hauria de centrar en els aspectes negatius d'una traducció. Hi ha una visió més moderna, però, que opina que la crítica també hauria de tenir en compte els aspectes positius d'una obra. Un dels objectius de la crítica de la traducció és conscienciar de la dificultat i delicadesa que implica la traducció i explorar si el traductor ha assolit els seus objectius o no.
Els traductors professionals i persones que es dediquen a la traducció literària es veuen obligats a enfrontar-se amb tot allò que té a veure amb la qualitat de la traducció. La crítica de la traducció encara té molts temes pendents com el nom de la pràctica d'avaluació de les traduccions i el criteri d'avaluació, ambdós dels quals mereixen un estudi detallat.
Un text literari s'ha d'examinar tenint en compte que és una traducció, no per jutjar-lo prematurament sinó per entendre la relació que té amb l'original examinant la capacitat interpretativa que esdevé de les opcions de traducció aplicades. Quan es comparen traduccions d'una mateixa obra, el resultat de l'anàlisi s'hauria d'utilitzar per construir una hipòtesi de cada traducció, basant-se en criteris importants com la divergència similar, la divergència relativa, la divergència radical i l'adaptació.

## Antoine Berman
Antoine Berman fou un autor amb molta influència en el camp de la crítica de la traducció. Assegurava que, de la mateixa manera que existeixen moltes teories de la traducció, també hi ha molts mètodes per realitzar una crítica de la traducció. Per aquest motiu, va crear un model propi, el qual es pot modificar en funció dels objectius de cada anàlisi i s'adapta a tots els tipus de texts. A més, recalca el fet que cada traductor hauria de realitzar un projecte de traducció abans de començar la traducció en si.